# Relaciones China-Filipinas
Las relaciones entre la República de Filipinas y la República Popular China se refiere a las relaciones bilaterales entre ambos estados asiáticos desde el establecimiento formal de relaciones con el reconocimiento por parte de Filipinas en 1975 de la República Popular China como el representante del Estado chino, si bien se han dado relaciones diplomáticas de entes políticos de ambas zonas en periodos históricos anteriores. Las relaciones actuales se encuentran bastante marcadas por el conflicto territorial en el mar de la China meridional. La política actual del presidente de Filipinas apunta a distanciar las relaciones entre Filipinas y China en beneficio de la relación del país con Estados Unidos, mientras que la política actual del secretario general del Partido Comunista chino apunta a una mayor influencia sobre Filipinas y la región del sudeste asiático en general, para enfrentar la influencia estadounidense en la zona.
Recientemente, Filipinas ha estado mejorando rápidamente sus relaciones y cooperación con China en varios temas, desarrollando lazos más fuertes y estables con el país, así como un código de conducta exitoso con China y el resto de la ASEAN. Sin embargo, la opinión de confianza promedio de los filipinos hacia China es negativa, descendiendo mucho más en ciertas provincias como Zambales y Palawan, donde la opinión es más hostil. En contraste, la opinión promedio de confianza hacia los Estados Unidos es positiva.

## Relaciones políticas

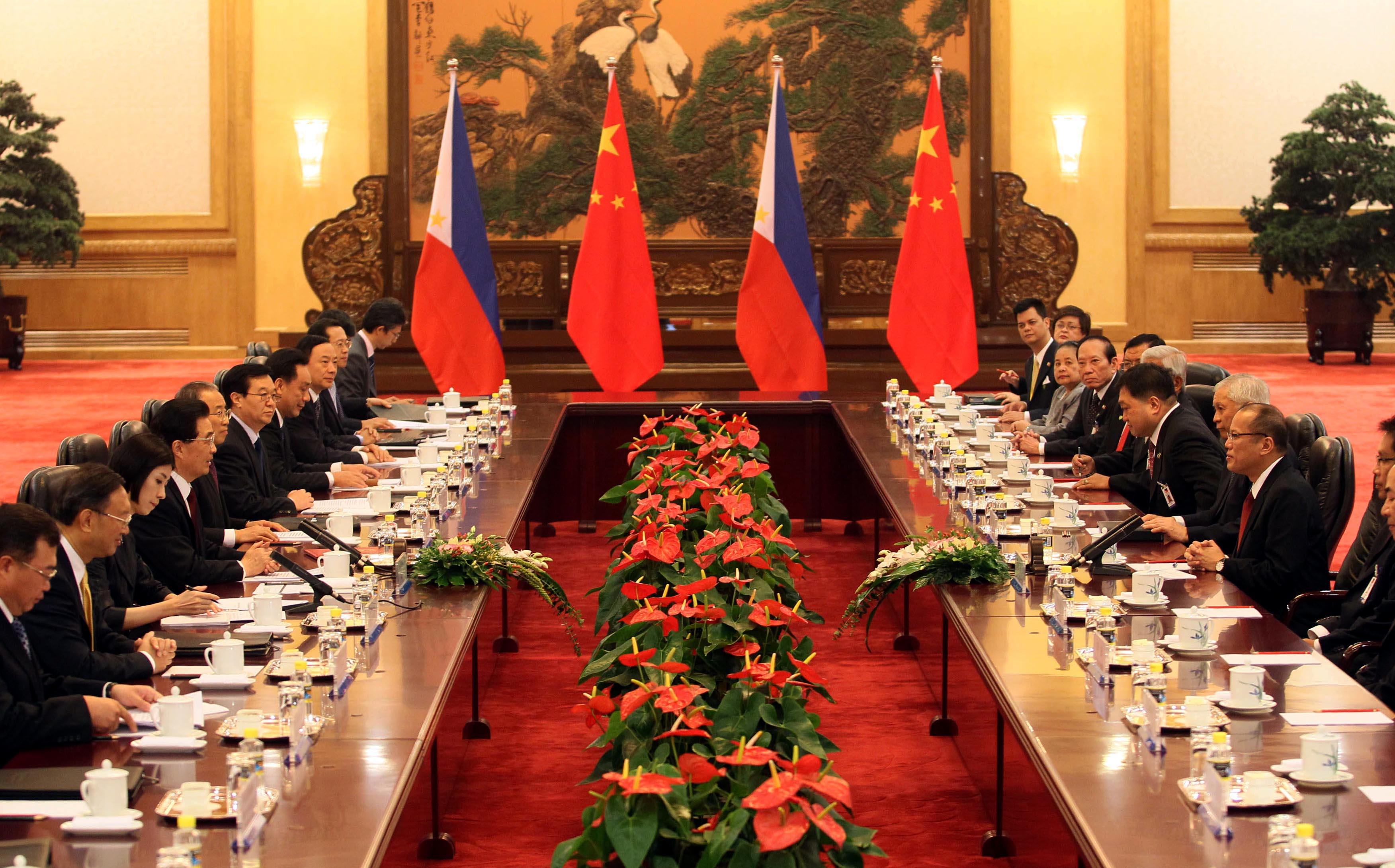
Reunión bilateral entre la República Popular China y Filipinas en el Salón Este, Gran Salón del Pueblo en 2011.

### China imperial y la Filipinas prehispánica
Antes de que España colonizara Filipinas, la China imperial era conocedora de la existencia de varios reinos filipinos prehispánicos y el emperador chino recibió embajadas de datos, rajás y sultanes filipinos.

### Establecimiento de relaciones diplomáticas oficiales
Entre las décadas de 1950 y 1970, Filipinas mantuvo una estrecha relación de colaboración con la República de China en Taiwán liderada por el Kuomintang, viendo a la nueva China continental (República Popular China) como una amenaza para la seguridad regional. Comenzó a considerar la normalización de las relaciones con la R.P. China a principios de la década de 1970; los dos países establecieron relaciones diplomáticas el 9 de junio de 1975, con la firma del Comunicado Conjunto por los líderes de los dos países.
Se han firmado varios acuerdos bilaterales de considerable calado entre ambos países a lo largo de los años, tales como: El Acuerdo Comercial Conjunto (1975); el Convenio de Cooperación Científica y Tecnológica (1978); el Acuerdo Postal (1978); Acuerdo de Servicios Aéreos (1979); Acuerdo de Fuerzas Visitantes (1999); Acuerdo Cultural (1979); Acuerdo de Promoción y Protección de Inversiones (1992); Acuerdo de Cooperación Agrícola (1999); Acuerdo Tributario (1999); y Tratado de Asistencia Judicial Mutua en Materia Penal (2000).
En mayo de 2000, en vísperas del 25 aniversario de sus relaciones diplomáticas, los dos países firmaron una declaración conjunta que define el marco de las relaciones bilaterales en el siglo XXI. Las relaciones bilaterales entre Filipinas y China han aumentado significativamente en los últimos años. Las crecientes relaciones bilaterales se iniciaron con la visita de estado a China de la presidenta de Filipinas, Gloria Macapagal Arroyo, del 29 al 31 de octubre de 2001. Durante la visita, la presidente Arroyo sostuvo conversaciones bilaterales con los principales líderes chinos, a saber, el entonces presidente Jiang Zemin, el presidente de la APNRPC, Li Peng, y el primer ministro Zhu Rongji . La presidente Arroyo también asistió a la 9.ª Reunión de Líderes Económicos de APEC celebrada en Shanghái los días 20 y 21 de octubre de 2001, donde también mantuvo conversaciones bilaterales con el presidente Jiang. Durante la visita de Arroyo se firmaron ocho acuerdos bilaterales.

### Visitas de alto nivel
Desde el establecimiento de relaciones diplomáticas, ha habido un intercambio frecuente de visitas de alto nivel entre China y Filipinas. Los presidentes filipinos Marcos (junio de 1975), Corazón Aquino (abril de 1988), Ramos (abril de 1993), Estrada (mayo de 2000), Arroyo (noviembre de 2001 y septiembre de 2004) y Benigno Aquino III (agosto-septiembre de 2011) han visitado China en viaje oficial. Por parte de la R.P. China, el primer ministro Li Peng (diciembre de 1990), el presidente del Comité Permanente de la 8.ª Asamblea Popular Nacional, Qiao Shi (agosto de 1993), el presidente chino Jiang Zemin (noviembre de 1996), el primer ministro Zhu Rongji (noviembre de 1999), el presidente del Comité Permanente de la 9.ª Asamblea Popular Nacional, Li Peng (septiembre de 2002), el presidente del Comité Permanente de la 10.ª Asamblea Popular Nacional, Wu Bangguo (agosto de 2003), el líder supremo Hu Jintao (abril de 2005) y el primer ministro Wen Jiabao (enero de 2007) han visitado Filipinas en viaje oficial.

## Disputas bilaterales
Una encuesta de 2014 realizada por el Centro de Investigación Pew mostró que el 93 % de los filipinos estaban preocupados de que las disputas territoriales entre China y los países vecinos pudieran conducir a un conflicto militar.